# پرتره کاردینال (رافائل)
پرتره کاردینال (به انگلیسی: Portrait of a Cardinal) نقاشی رنگ روغن روی تابلو توسط رافائل، هنرمند ایتالیایی دوره رنسانس که بین سال‌های ۱۵۱۰–۱۵۱۱ کشیده شده است. این اثر توسط موزه دل پرادو در مادرید نگهداری می‌شود.